# الحمة (شمال سيناء)
الحمة إحدى قرى مركز الحسنة التابع لمحافظة شمال سيناء بجمهورية مصر العربية.